# Paola Comencini
Pour les articles homonymes, voir Comencini.
Paola Comencini est une chef décoratrice et chef costumière italienne, née à Rome le 8 janvier 1951.

## Biographie
Paola Comencini est la fille du réalisateur italien Luigi Comencini et de Giulia Grifeo di Partanna. Ses sœurs sont Cristina, Francesca et Eleonora Comencini.

## Filmographie

### Assistante costumière
- 1974 : Un vrai crime d'amour (Delitto d'amore) de Luigi Comencini
- 1976 : Mesdames et messieurs, bonsoir (Signore e signori, buonanotte) de Luigi Comencini
- 1977 : Qui a tué le chat ? (Il gatto) de Luigi Comencini

### Chef costumière
- 1971 : Cran d'arrêt (Una farfalla con le ali insanguinate) de Duccio Tessari
- 1979 : Le Grand Embouteillage (L'ingorgo - Una storia impossibile) de Luigi Comencini
- 1984 : Cuore de Luigi Comencini
- 1989 : Joyeux Noël, bonne année (Buon Natale… buon anno) de Luigi Comencini

### Chef décoratrice
- 1980 : Eugenio (Voltati Eugenio) de Luigi Comencini
- 2005 : La Bête dans le cœur de Cristina Comencini
- 2005 : Romanzo criminale de Michele Placido
- 2010 : Benvenuti al Sud de Luca Miniero

## Prix et distinctions
- Ruban d'argent 2006 du meilleur décor pour La Bête dans le cœur (nomination) et Romanzo criminale.
- David di Donatello
  - David di Donatello 2006 du meilleur décor pour Romanzo criminale
  - Nomination au David di Donatello 2011 du meilleur décor pour Benvenuti al Sud
- 2006 - Ciak d'oro
  - Meilleur décor pour Romanzo criminale[2]